# Брызгалова, Варвара Степановна
Варвара Степановна Брызгалова (род. 1929) — свинарка совхоза «Талдом» Талдомского района Московской области. Герой Социалистического Труда (1966), награждена орденом Ленина (1966), медалью «Серп и Молот» (1966), медалями «За доблестный труд в Великой Отечественной войне 1941—1945 гг.», «Ветеран труда», Заслуженный работник сельского хозяйства Российской Федерации, Победитель социалистического соревнования (1978). Почётный гражданин города Талдома (1977), почётный гражданин Талдомского района (2007).

## Биография
Родилась Варвара Степановна в 1929 году, в селе Борятино Тарусского района Калужской области в бедной семье. Затем Варвара вместе с семьёй переехала в Талдом, в то время ей было семь лет. До начала Великой Отечественной войны училась в Талдомской средней школе № 1. В начале войны школу заняли под госпиталь. Варвара Степановна с детства помогала семье, вместе с отчимом ездила в лес для заготовки дров.
В пятнадцать лет Варвара Брызгалова пошла работать в совхоз, работала в поле. В 1946 году поступила учиться в ремесленное училище, после окончания его работала заготовщицей в обувной артели. В апреле 1950 года вернулась в совхоз и до выхода на пенсию проработал свинаркой. За свою трудовую деятельность Брызгалова достигла высоких результатов в работе. В 1961 году Варвара Степановна получила 6000 поросят, в 1964 году — от 130 свиноматок она получила 1003 поросёнка, за всё время работы свинаркой в совхозе Варвара Степановна Брызгалова получила более десяти тысяч поросят.
За высокие результаты и проявленную трудовую доблесть, за выдающиеся успехи в выращивании молодняка Брызгалова Варвара Степановна была удостоена в 1966 году звания Героя Социалистического Труда со вручением ордена Ленина и золотой медали «Серп и Молот», награждена также и другими правительственными наградами. Варвара Степановна — почётный гражданин города Талдома (1977), почётный гражданин Талдомского района (2007), участник всех проводимых на ВДНХ выставок по свиноводству, была членом рабочкома, членом обкома профсоюза работников сельского хозяйства и заготовок, выдвигали делегатом на XXVI районную партийную конференцию.
В настоящее время Варвара Степановна Брызгалова на пенсии.

## Награды
- Медаль Серп и Молот (22.03.1966),
- Орден Ленина (22.03.1966),
- Медаль «За доблестный труд в Великой Отечественной войне 1941—1945 гг.»,
- Медаль «Ветеран труда»,
- Заслуженный работник сельского хозяйства Российской Федерации,
- Победитель социалистического соревнования (1978),
- Почётный гражданин города Талдома (1977),
- Почётный гражданин Талдомского района (2007).